# Hideto Takahashi
Hideto Takahashi (n. 17 octombrie 1987) este un fotbalist japonez.

## Statistici
| Japonia | Japonia | Japonia |
| An      | Meciuri | Goluri  |
| ------- | ------- | ------- |
| 2012    | 4       | 0       |
| 2013    | 3       | 0       |
| Total   | 7       | 0       |